# ククロセアトロ〜悠久の瞳〜
ククロセアトロ〜悠久の瞳〜（ククロセアトロ ゆうきゅうのひとみ、κουκλοθεατρο）とは、サン電子が1999年12月2日に発売したプレイステーション用ゲームソフト。キャラクターデザインは桜瀬琥姫。

## ストーリー
ルカとエレナは洞窟の中で宝箱を発見する。自宅で宝箱の中の「ガラス玉」を調べると、突如として爆発してしまう。爆発によって壁に穴が空き、今まで2人が知らなかった地下室を発見する。2人はそれに驚きつつも地下室に降りていくと、そこで1枚の地図が置いてあるのを見つける。その地図を元に、地図のマークが示す地「グーンドックス」へ向かうことから物語は始まる。

## 用語
女神戦争
作品より数年前に繰り広げられた、人間対邪神の戦い。世界の大半が闇に支配された後に、六英雄が立ち上がり世界を救ったとされる。
ククロセアトロ
人間と異なる生命の理のもとに生まれ、真紅の瞳を持つ一族であるため「光赤の眼の一族」とも呼ばれる。宝玉の力を用い、マペットと共に女神戦争で邪神と戦ったという。
マペットマスター
ククロセアトロでも限られた、マペットモンスターを操ることが出来る選ばれた者たち。
マペット
人形のこと。マペットマスターが宝玉に用いることによって魂が与えられる。
マペットモンスター
魂の与えられたマペットのこと。さらに宝玉を与えることで、新たな能力を得たり、進化したりする。
宝玉
ククロセアトロが用いる、森羅万象を司る玉。赤・青・紫・緑・黄・白の6属性、またそれぞれに聖・獣・智・力の4系統の計24種類が存在する。

## システム
パーティは最大4体（1人+3匹）のユニットで構成される。マペットは、イベントでは特定数しか入手できないが、一部の敵がアイテムとして落とすため、理論上無限に保有できる。マペットモンスターとした場合は、自宅地下室でパーティの入れ替えが可能である。ただし、ルカは外せないため、マペットモンスター3体の入れ替えとなる。装備はルカが武器と防具、マペットモンスターはアクセサリーのみ装備できる。
戦闘時の行動順は、一般的なシミュレーションRPGと同じく味方フェイズ・敵フェイズに分かれている。それぞれの行動は、移動と攻撃・魔法・アイテムを使用できる。
作中のダンジョンでは複数のマップが連続する場合もある。その場合は、1マップが終わるごとにキャンプ画面が開かれ、引き返すなどの選択も可能である。

## マペットと宝玉
マペットをマペットモンスターとするには、自宅の地下室で宝玉を与える必要がある。その際、与える宝玉の種類により24種類のパペットモンスターが誕生する。その後、特定のレベルに達した段階で特定の順序で宝玉を与えると、最大4回進化する。
レベル3、8、15、30で進化が可能であるが、その際に与える宝玉の順序には法則性がある。例えば、
- 1度目の進化　白の宝玉
- 2度目の進化　白の宝玉+赤の宝玉
- 3度目の進化　白の宝玉+赤の宝玉+青の宝玉
- 4度目の進化　白の宝玉+赤の宝玉+青の宝玉+緑の宝玉

といった具合に、直前の進化までの宝玉の順序は必ず継承する。なお、この時重要になるのは「色」であり、系統は問わない。また、必要な宝玉を連続して与える必要がある。
マペットモンスターに宝玉を使用すると、種類に応じた魔法を覚える（進化に要する宝玉も含む。）。同じ宝玉を使用した場合でも、進化段階によって異なる魔法を覚える場合がある。ただし、同色同系統の魔法は1つしか覚えることが出来ないため、所有できる魔法は最大24種類である。なお、進化と魔法の習得は、自宅の地下室で行う必要はなく、極端な話戦闘中であっても可能である。

## キャラクター

### 主要人物
ルカ
主人公、13歳の少年。甘えん坊で優柔不断な面もあるが、芯はシッカリとしている。ククロセアトロとしての自覚と、守るべきものを認識し、大きく成長する。
エレナ
ルカの姉、15歳の少女。いるだけで周囲の雰囲気も明るくできるほど陽気な性格。幼い頃からルカと2人で暮らしており、そのために薬屋を営んでいるなど、外見とは裏腹に苦労人でもある。
マウス
ルカの友人、15歳の少年。沈着冷静で、好奇心は仲間うちで最も高い。
ニコール
ルカの友人、16歳の少年。4人の中では最年長であり、言葉遣いは乱暴だが思いやりは人一倍である。
フォンナ
グロス国王の娘、19歳。若いながら清楚で気品が漂う。

### 「女神戦争」六英雄
グロス国王
「女神戦争」六英雄の1人、63歳の男性。グロス王国初代国王で、善政により民の信望は厚い。
ナース
「女神戦争」六英雄の1人、120歳の好奇心旺盛なエルフ。森の泉に住む。
シーレ
「女神戦争」六英雄の1人、推定300歳の女性。ルカと同じく「光赤の眼」を持つククロセアトロである。
バルザ
「女神戦争」六英雄の1人、43歳の男性。比肩する者がいないと称される剣豪。
ニール
「女神戦争」六英雄の1人で、ルカとエレナの父親。「女神戦争」で戦死したとされる。当時29歳。
ルフィア
「女神戦争」六英雄の1人で、ルカとエレナの母親。「女神戦争」で戦死したとされる。当時30歳。

### ヴォーレス一派
ヴォーレス
破壊神復活を企てる剣士、26歳の男性。元グロス王国英雄騎士団団長で、その剣技は王国一とも称されたほど。外見は沈着冷静な印象を受けるが、内実は気性が激しい。
セリス
ヴォーレスの右腕の魔術師、24歳の女性。元グロス王国宮廷魔術師であり、魔力も相当なものを持っている。
ロリータ
ヴォーレスに忠誠を誓う女性騎士、17歳。元グロス王国英雄騎士団鉄騎士5番隊隊長。外見に反して、冷酷非道な面も持つ。
ジャレス
ヴォーレス配下の暗殺部隊隊隊長、年齢不詳の男性。
ガーランド
ヴォーレスに忠誠を誓う騎士、25歳の男性。元グロス王国英雄騎士団鉄騎士2番隊隊長で、戦闘では先陣を切る豪傑である。
破壊神ルナ
「女神戦争」で封印された禍々しき邪神。「破壊の女神」「諸悪の根源」「絶対悪」とも喩えられる。